# Синграули (округ)
Синграули (хинди सिंगरौली जिला; англ. Singrauli) — округ в индийском штате Мадхья-Прадеш. Образован 24 мая 2008 года из части территории округа Сидхи. Административный центр — город Вайдхан. Площадь округа — 5672 км². По данным всеиндийской переписи 2001 года население округа составляло 920 169 человек.